# Rubén Sobrino
Rubén Sobrino Pozuelo, född 1 juni 1992, är en spansk fotbollsspelare som spelar för Cádiz.

## Karriär
Den 31 januari 2019 värvades Sobrino av Valencia, där han skrev på ett 3,5-årskontrakt. Den 31 januari 2021 lånades Sobrino ut till Cádiz på ett låneavtal över resten av säsongen 2020/2021. Den 31 augusti 2021 blev Sobrino klar för en permanent övergång till Cádiz, där han skrev på ett treårskontrakt.